# Ctenichneumon properatus
Ctenichneumon properatus là một loài tò vò trong họ Ichneumonidae.